# Crimea romana

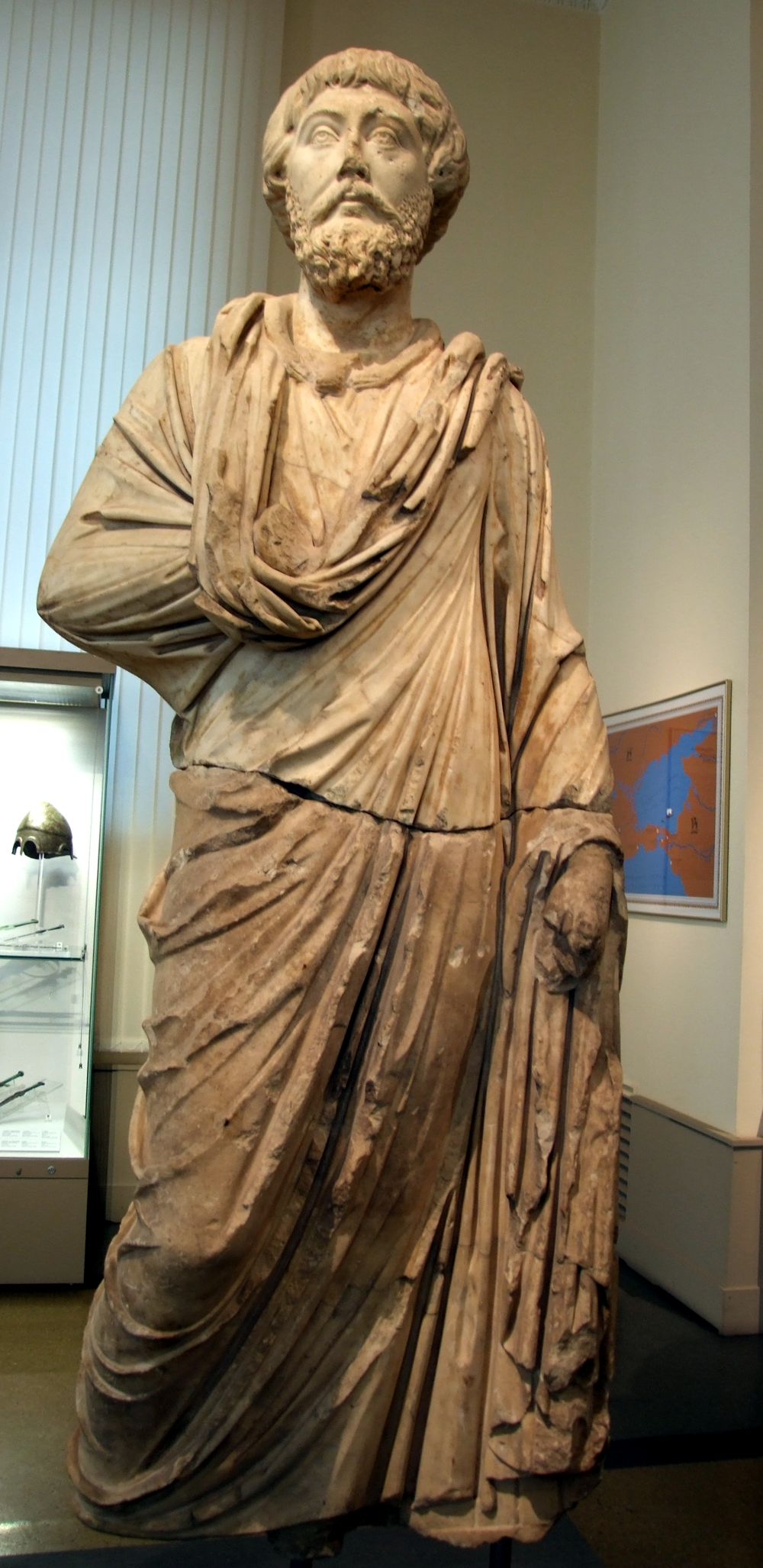
Gobernante anónimo de la ciudad de Gorgippia en el reino del Bósforo, c. 180 d. C.

La península de Crimea (también llamada Taurica) estuvo bajo control parcial del imperio romano entre 47 a. C y c. 340 d. C.
El territorio bajo control romano mayoritariamente coincidió con el reino cliente del Bósforo (a pesar de que en tiempos de Nerón, de 62 a 68 d. C.; dependió brevemente de la provincia romana de Moesia Inferior).
Roma perdió su influencia en Taurica a mediados del siglo III cuándo partes sustanciales de la península cayeron ante los godos, sobreviviendo el reino nominalmente hasta la década de 340.
El imperio bizantino, la continuación oriental del imperio romano, recuperó Crimea bajo Justiniano I. Los griegos bizantinos controlaron partes de la península bien entrada  la Edad Media.

## Imperio romano

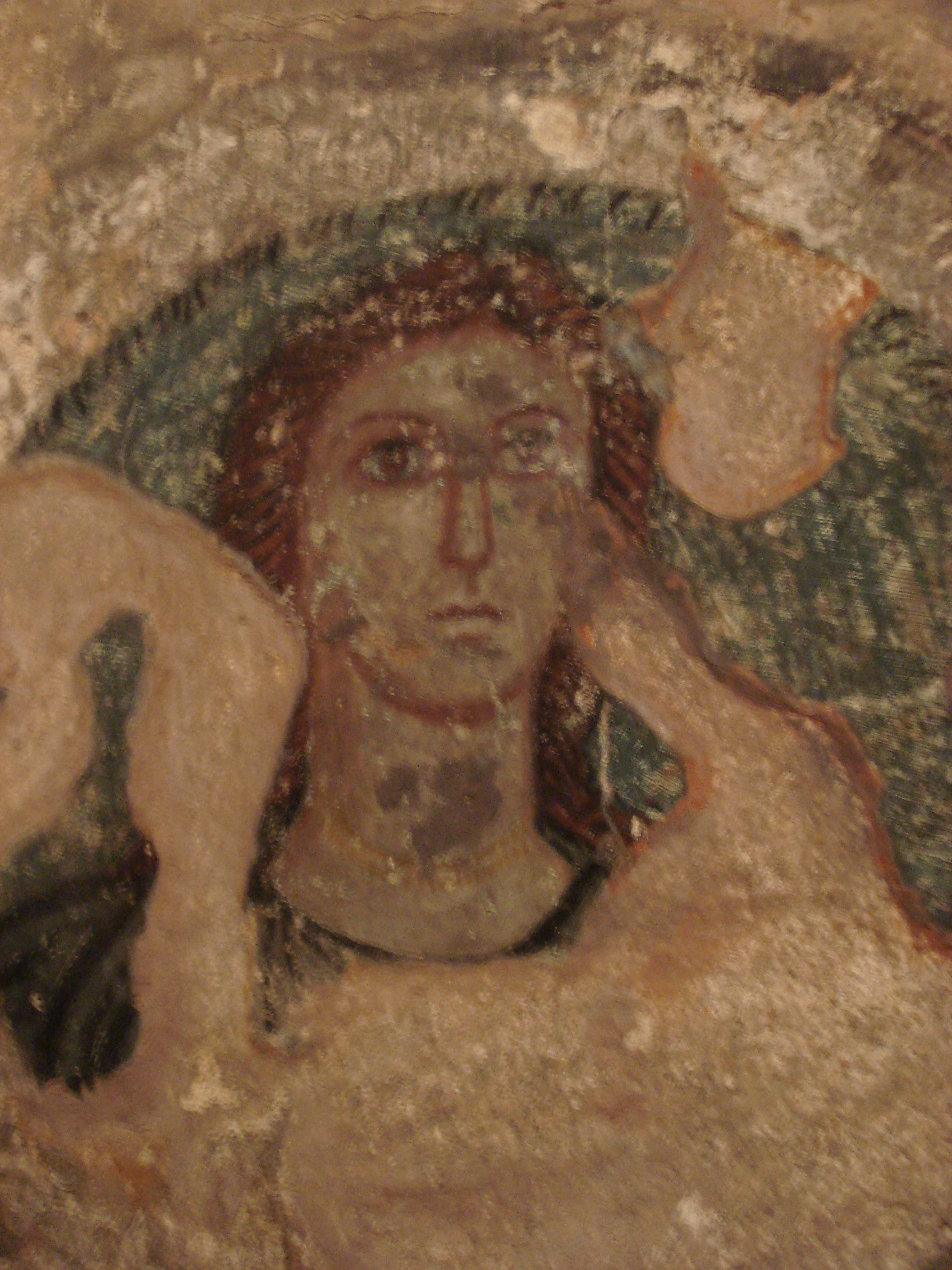
Un fresco griego que muestra a la diosa Deméter, de Panticapaeum en el antiguo reino del Bósforo (un estado cliente del imperio romano),, Crimea.

Crimea era llamada "Quersoneso Táurico" debido a los tauri, descendientes de los cimerios. Muchos de los colonizadores griegos se asentaron en Taurica: su mayor colonia era Chersonesos. En 114 a. C. el reino del Bósforo aceptó el dominio de Mitrídates VI Eupator, rey del Ponto, a cambio de protección frente a las tribus escitas. Tras la derrota de Mitrídates a manos del general romano Pompeyo, Crimea cayó bajo la suzeranía de Roma.
El área inicial de su influencia era principalmente en Crimea oriental (reino del Bósforo) y la ciudad griega occidental de Quersoneso. El interior se encontraba sólo nominalmente bajo control romano.
El principal asentamiento romano fue Charax, un castrum probablemente construido alrededor 60–65. Quersoneso servía como principal base naval. Cuando los romanos llegaron a Taurica, instalaron su campamento y construyeron una fortaleza y un templo de Júpiter Doliqueno en la costa del puerto de Balaklava, entonces llamado Symbolon Limen.
Tiberio Julio Aspurgo (8 a. C– 38) fundó una casa real en el Bósforo que sobrevivió hasta el año 341.  Originalmente llamado Aspurgo, adoptó los nombres romanos "Tiberio Julio" tras recibir la ciudadanía romana y disfrutar el patronazgo de los primeros dos emperadores romanos, Augusto y Tiberio.  Sus sucesores usaron estos dos nombres romanos seguidos por un tercer nombre, normalmente póntico, tracio o sármata.  Los reyes del Bósforo acuñaron moneda durante el periodo del reino, como los estateros, con retratos de los emperadores romanos.
En 67, el emperador Nerón preparó una expedición militar para conquistar para Roma todas las orillas del norte del mar Negro, ahora en Rumanía y Moldavia, pero su muerte paró el proyecto. Por esta razón Taurica fue puesta bajo gobierno directo romano y se creó el castrum de Charax. La provincia romana fue así extendida de Baja Meesia a Tiras, Olbia y Táurica (la península de Crimea).
Taurica Disfrutó un periodo dorado bajo la égida romana durante el siglo II d. C., siendo un foco de comercio de trigo, ropa, vino y esclavos.

Las prósperas ciudades mercantes (de Táurica), necesitadas de protección militar contra hordas de pueblos bárbaras, fueron los puestos avanzados del ejército romano (durante ese siglo). Tropas romanas fueron basadas en la península, quizás una unidad de la flota póntica y casi seguro un contingente del ejército de Mesia (otras guarniciones estaban en Panticapaeum y Quersoneso); su presencia mostraba a los bárbaros pese a su reducido número que los temidos legionarios respaldaban al reino del Bósforo.
Mommsen.

La región fue temporalmente conquistada por los godos en 250.  El último rey cliente del imperio romano en Taurica fue Tiberio Julio Rescuporis VI, muerto en 342.  Rescuporis parece haber acuñado moneda hasta 341, lo que muestra que mantenía control sobre los restos del reino.  Los últimos vestigios del reino fueron conquistados por los hunos en 375/6.

### Charax
El asentamiento militar romano principal en Crimea era Charax. Ocupaba cuatro hectáreas en la cresta occidental de "Ai Todor", cerca del actual castillo llamado nido de golondrina de Yalta.
Cuando en 62–66 se instalaron guarniciones romanas en Taurica, Charax fue uno de sus baluartes.  Los romanos construyeron una fortaleza y destinaron un vexillatio del escuadrón de Rávena. Charax era un punto estratégico porque permitía a los romanos controlar la navegación a lo largo de la costa crimea.
El campamento militar fue desarrollado bajo Vespasiano con la intención de proteger Chersonesos y otros emporios comerciales del Bósforo de los escitas. A finales del siglo I, las fuerzas romanas fueron evacuadas de Crimea.
Varias décadas más tarde el campamento fue restaurado por un vexillatio de la Legio I Italica. A finales del siglo II albergaba destacamento de la Legio XI Claudia.  En este siglo se reforzó la base con murallas de piedra y una carretera conectando la guarnición con Chersonesos.
El campamento fue abandonado por los romanos al final del siglo III.

### Reyes clientes romanos

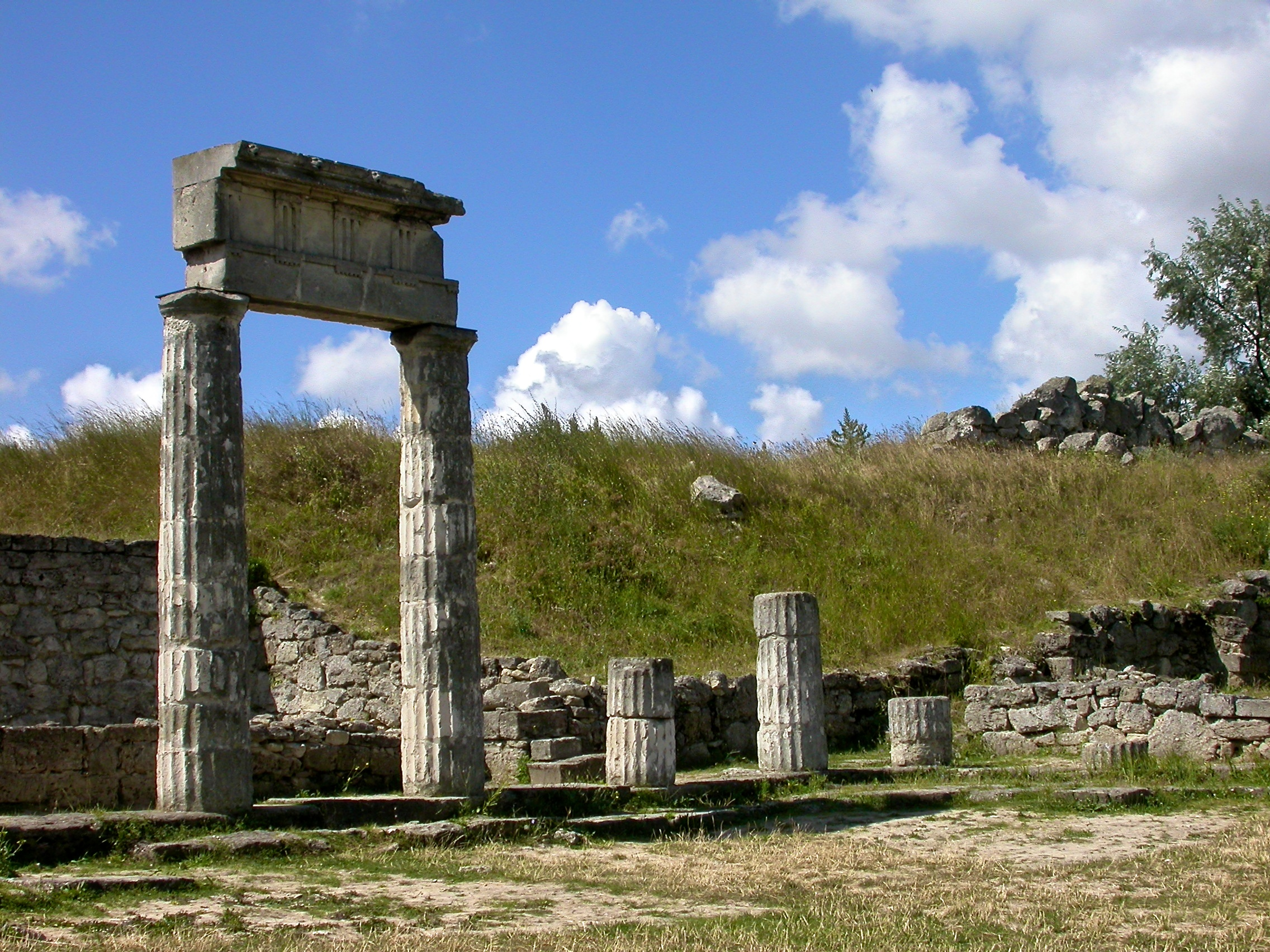
Ruinas de Panticapaeum, capital del reino del Bósforo

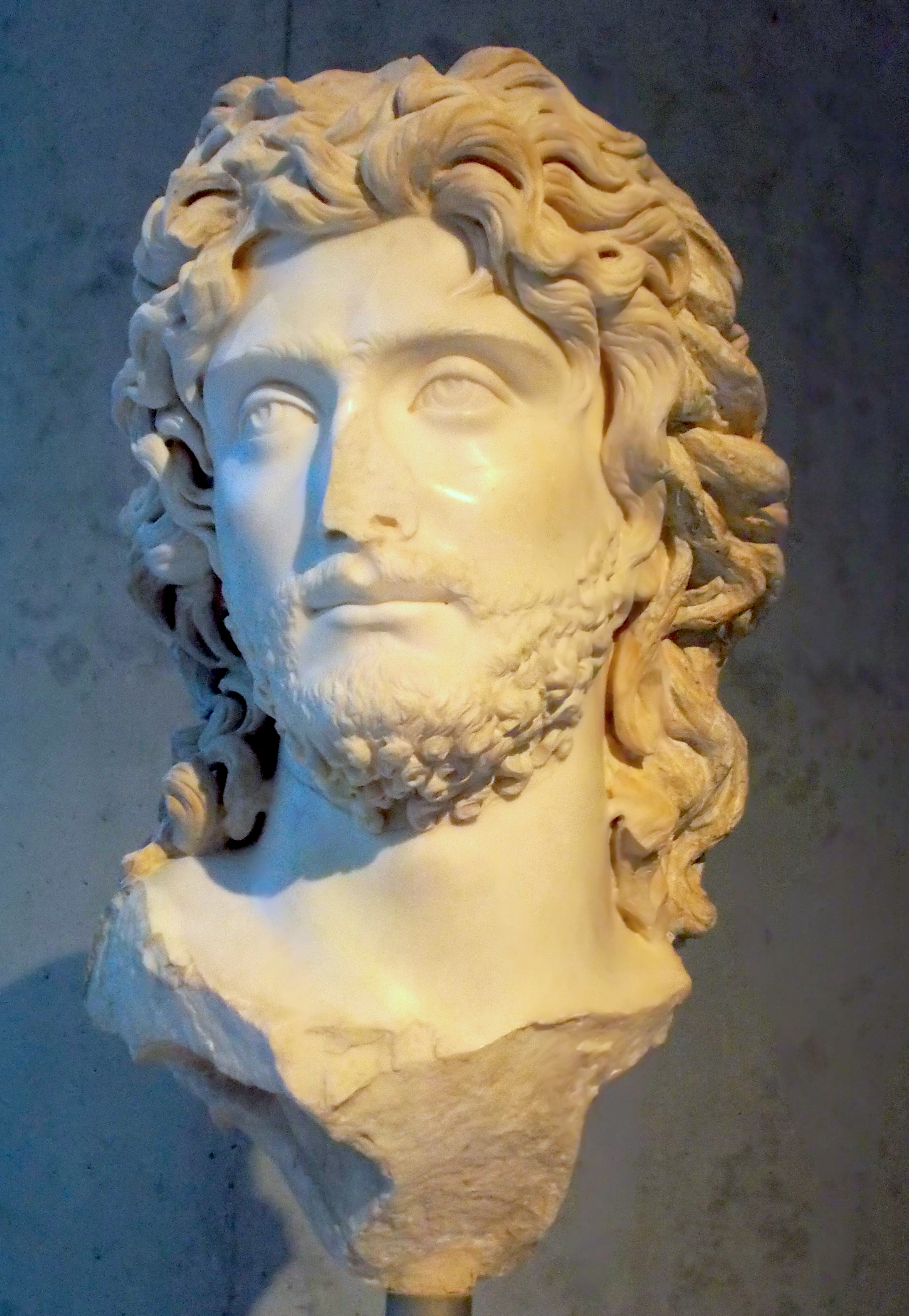
Busto de Tiberio Julio Sauromates II (d. 210), del Museo de la Acrópolis

Estos fueron los reyes clientes romanos:
- Farnaces 64 a. C.– 47 a. C.
- Mitrídates I 47 a. C.– 44 a. C.
- Asandro 47 a. C., 44 a. C.– 17 a. C.
- Escribonio 17 a. C.– 16 a. C.
- Dinamia con Asandro 47 a. C., luego 44 a. C.– 17 a. C., con Polemón de 16 a. C. hasta su muerte en 14 a. C.
- Polemón 16 a. C.– 8 a. C.
- Aspurgo 8 a. C.– 38
- Mitrídates II 38 – 46
- Cotis I 46 – 63
- Provincia romana 63 – 68
- Rescuporis I 68 – 90
- Sauromates I 90 – 123
- Cotis II 123 – 132
- Roemetalces 132 – 153
- Eupator 153 – 174
- Sauromates II 174 – 210/1
- Rescuporis II 210/1 – 227
- Rescuporis III 210/1 – 227
- Cotis III 227 – 235
- Sauromates III 229 – 232
- Rescuporis IV 233 – 235
- Inintimaio 235 – 240
- Rescuporis V 240 – 276
- Farnaces 253 – 254
- Synges 258 – 276
- Tiranes 275 – 279
- Sauromates IV 276
- Totorses 278 – 309
- Rescuporis VI 303 – 342
- Radamsades 308 – 323

### Sede episcopal
Crimea fue en la antigüedad sede episcopal del obispado romano de Zechia, teniendo como sede titular según el Annuario Pontificio:
- Bosporus, bizantino? Arzobispado
- Chersonesus en Zechia
- Matrega
- Nicopsis (Tuapse)
- Phulli (Stary Krym), ?Arzobispado
- Soldaia
- Sugdaea
- Tanais

## Imperio bizantino
El Imperio bizantino recuperó control de la región bajo Justiniano I.

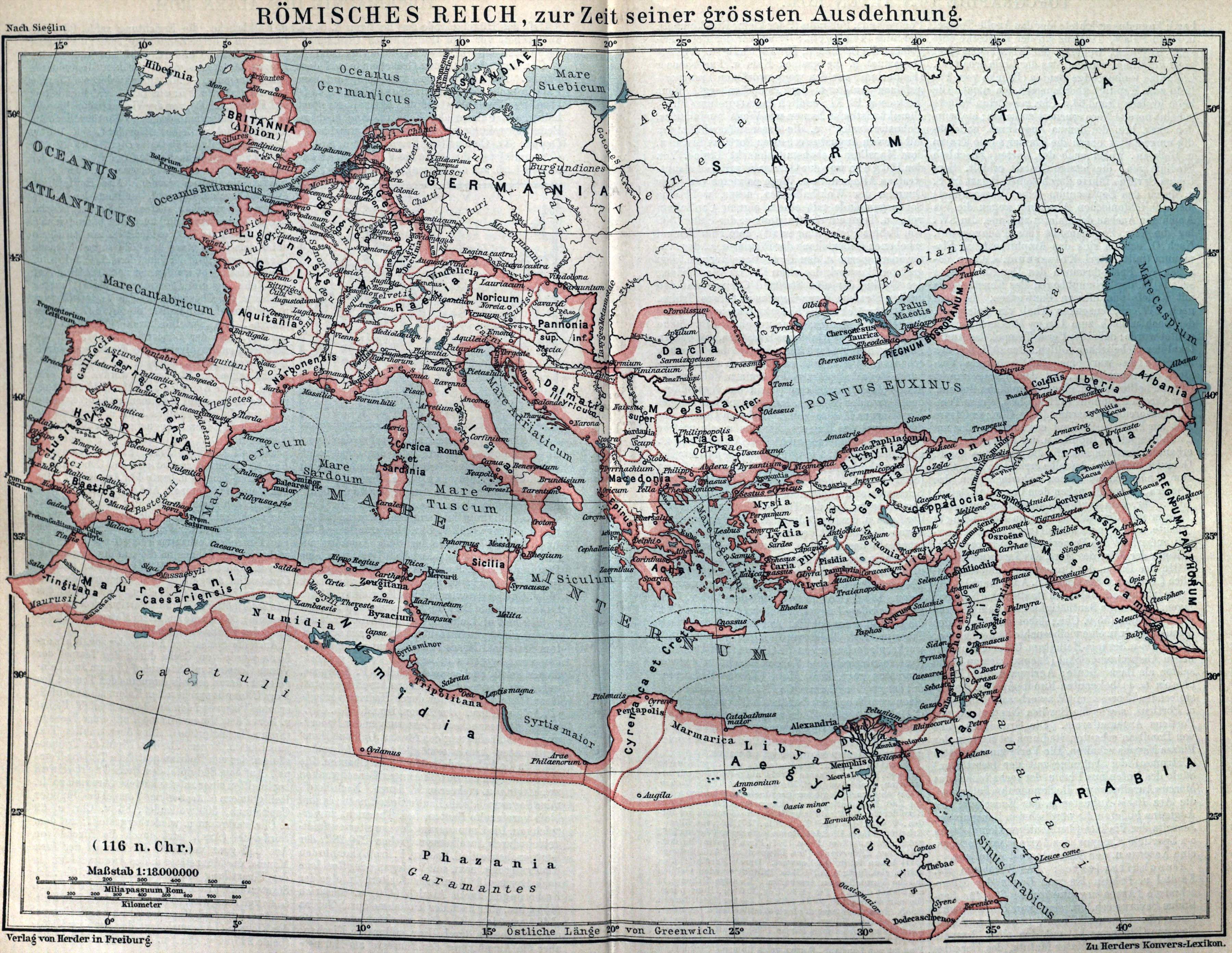
El "Regnum Bosporanum" en el cénit del imperio romano con Trajano

En el siglo VI, probablemente al final del reinado de Justiniano I, Taurica se convirtió en la Provincia de Chersonesos, el cual también incluía el Bósforo y la costa del sur de Crimea.
Esta ampliación de Taurica resultó en la un mayor rango de sus gobernadores. En la segunda mitad del siglo VI, las autoridades militares y civiles en la región fueron confiadas a un gobernador militar, "Dux Chersonos".
Además, la ciudad de Chersonnesos fue utilizado por los romanos y bizantinos como sitio de destierro: San Clemente de Roma estuvo exiliado en Crimea y predicó el Evangelio allí. Otro exiliado fue Justiniano II, quien según las crónicas destruyó la ciudad en venganza.
La mayor parte de Crimea cayó bajo dominio jázaro a finales del siglo VII.
A mediados del siglo VIII los nobles godos crimeanos fueron sometidos por los jázaros y su capital, Doros (actual Mangup), fue ocupada. Un tudun jázaro (gobernante) se ubicó en Chersonesos ya en 690, a pesar del hecho que esta ciudad era nominalmente un tema bizantino. Los emperadores bizantinos controlaron las orillas del sur del Crimea hasta el siglo XIII. El control entonces pasó al imperio de Trebizonda, uno de los sucesores del Imperio bizantino después del saqueo de Constantinopla de 1204. Otra rama, el principado de Teodoro, sobrevivió hasta 1475, cuándo fue conquistado por el imperio otomano.
Se conservan muchas series de monedas romanas del siglo I a. C. hasta aproximadamente 330 y algunas del periodo bizantino.